# Voluntarismus
Mit dem Ausdruck Voluntarismus (von lat. voluntas, Wille; Lehre von der Bedeutung des Willens) wird auf Auffassungen Bezug genommen, die den Vorrang des Willens betonen – meist in Abgrenzung zum Verstand. Je nach Verwendungskontext existieren unterschiedliche spezifische Bedeutungen.

## Soziologie und Geschichtsphilosophie
Mit „Voluntarismus“ wird etwa seit Ende des 19. Jahrhunderts die Ansicht bezeichnet, dass die Willensvorgänge eine typische, für die Auffassung aller sozialen bzw. psychischen Vorgänge maßgebende Bedeutung haben.
Der Begriff wurde von Ferdinand Tönnies geprägt. Bei ihm konstituiert der Wille axiomatisch den Erkenntnisgegenstand der Soziologie.
Paul Barth begründete 1897 seine Grundlegung der Geschichtsphilosophie in Anlehnung an Ferdinand Tönnies voluntaristisch.

## Philosophische Anthropologie und Psychologie
Mit „Voluntarismus“ werden manchmal anthropologische Auffassungen bezeichnet, wonach der Wille in der Bestimmung des Wesens des Menschen wichtiger sei als die Vernunft bzw. beide einander entgegengesetzt werden.
Vertreter eines psychologischen Voluntarismus gehen davon aus, dass das Wollen mit den ihm eng verbundenen Emotionen und Affekten einen integralen Bestandteil der sozialen und psychischen Erfahrung ausmacht, dessen Stellung gleichauf mit den Empfindungen und Vorstellungen liegt. Demnach sind psychische Prozesse als Prozesse in sich aufzufassen, die auf der subjektiven Reaktion des Menschen auf sein Umfeld beruhen und – wenigstens teilweise – nicht fremdbestimmt sind.

## Metaphysik
Daneben kann Voluntarismus sich auf spezifische philosophische Theorien beziehen, in welchen der Wille als ontologisch grundlegend gilt, etwa auf den von Arthur Schopenhauer in Die Welt als Wille und Vorstellung entfalteten sogenannten „metaphysischen Voluntarismus“.

## Religionsphilosophie, Theologie und theologische Ethik
Oft findet der Ausdruck im Kontext der Religionsphilosophie Verwendung, um Positionen zu kennzeichnen, welche einen Vorrang des göttlichen Willens vor den menschlichen Rationalitätsmaßstäben lehren. Ein Gegenbegriff dazu ist in diesem Kontext Rationalismus oder Intellektualismus.
Auch die metaethische Position, das moralisch Gute auf den Willen Gottes zurückzuführen, wird als theologischer Voluntarismus bezeichnet. Solche Thesen wurden beispielsweise Duns Scotus oder Wilhelm von Ockham zugeschrieben, was in der Forschung aber sehr umstritten ist.
Im 19. und zu Anfang des 20. Jh. wurde mit Voluntarismus auch allgemein eine religionsphilosophische Position verstanden, welche den praktischen Lebensvollzug, die subjektiv gelebte Religiosität betonte (anstatt beispielsweise Religion als ein System von Verstandeswahrheiten aufzufassen und den Sinn menschlicher Existenz ganz in der theoretischen Kenntnis dieser Satzwahrheiten zu sehen).
Im englischsprachigen Raum wurde im 19. Jahrhundert die Bezeichnung „Voluntaryism“ (dt. meist als Voluntarismus übersetzt) für eine freikirchliche Bewegung verwendet, welche ebenfalls gegenüber den dogmatischen Verfestigungen der Großkirchen die individuelle Glaubensentscheidung betont. Typisch ist daher die Vorstellung, dass die Kirche als believers church nur die Gemeinschaft der wiedergeborenen Christen umfassen solle. Um den freiwilligen Charakter ihres Bekenntnisses zu wahren und die Religionsausübung nur durch die spontanen Institutionen der bürgerlichen Gesellschaft zu formen, haben sich Voluntaristen für eine klare Trennung von Kirche und Staat eingesetzt. Führende Voluntaristen wie Edward Baines machten sich in den 1840er Jahren gegen eine Schulpflicht und staatliche Trägerschaft von Schulen stark.

## Ethik und politische Philosophie

### Politischer „Voluntarismus“
Im englischen Sprachraum bezeichnet der Begriff des „voluntaryism“ auch eine soziale bzw. politische Philosophie. Diese Bedeutung hat sich im 19. Jahrhundert in England aus der Bezeichnung für den freikirchlichen Voluntaryism entwickelt und wurde Ende des 20. Jahrhunderts von der libertären Bewegung in den USA wieder aufgegriffen. Der Voluntarismus vertritt wie viele Formen libertärer, bzw. libertarianistischer oder anarchokapitalistischer Sozialphilosophie eine an John Locke angelehnte Eigentumstheorie. Danach soll jede Person über ihren eigenen Körper und die Früchte ihrer Arbeit selbst verfügen dürfen. Der politische Voluntarismus beansprucht ferner das Nichtaggressionsprinzip. Demnach soll Gewalt nur in Form von privater Notwehr, nicht aber als öffentliche Gewalt ausgeübt werden. Staatliche Herrschaft wird nämlich prinzipiell als illegitim angesehen, da sie das individuelle Eigentum einschränke. Wichtige Bezugsautoren sind u. a. Murray Rothbard, Robert LeFevre und diverse Klassiker des Anarchokapitalismus bzw. Marktanarchismus. Ein Unterschied zu anderen Formen des Marktanarchismus wird üblicherweise gesehen in der Ablehnung von Gewalt ebenso wie politischer Wahlverfahren als Mittel zur geplanten Abschaffung des Staates. Auberon Herbert nannte seine Position bereits „Voluntaryism“ und teilte viele Thesen heutiger Vertreter eines politischen Voluntarismus, nicht aber beispielsweise die völlige Ablehnung jeder Staatsregierung. Die Bedeutung im Sinne des politischen Voluntarismus wurde erneut aufgegriffen, als die Zeitschrift The Voluntaryist erschien, die seit 1982 Beiträge zum politischen Voluntarismus publiziert.

### Verwendung im Marxismus
Im Kontext des Marxismus wurde in innermarxistischen Auseinandersetzungen der Ausdruck Voluntarismus hin und wieder als Kampfbegriff verwendet. Ausgehend von der deterministischen Auffassung des Klassenkampfes wird dabei dem politischen Gegner Voluntarismus vorgeworfen. So bekämpfte Rosa Luxemburg beispielsweise den Voluntarismus der polnischen Sozialistischen Partei. Mitglieder der SED bezeichneten Rudi Dutschke als „Voluntaristen“, weil er libertär-sozialistische Ansätze vertrat.

## Recht
Im Übergang vom 19. zum 20. Jahrhundert erfasste der Voluntarismus auch die Rechtslehre. Die Vertreter einer vom „Willensakt“ getragenen Rechtsbegrifflichkeit lehnten die Vorstellungen der Historischen Rechtsschule ab, da ihnen die Lehre vom Volksgeist zu idealistisch erschien. Sie stellten stattdessen auf den „Zweck im Recht“ ab, bedeutend in dieser Hinsicht sind Rudolf von Jhering (Repräsentant der Begriffsjurisprudenz), Philipp Heck (Wegbereiter der Interessenjurisprudenz), Gustav Radbruch (insbesondere bekannt wegen seiner Gerechtigkeitsthese).